# Dirofilaria
Dirofilaria è un genere di verme cilindrico, agente della dirofilariosi, elmintiasi degli animali selvatici e domestici trasmissibile solo accidentalmente all'uomo.

## Descrizione
I nematodi del genere Dirofilaria sono nematodi sottili, i cui stadi larvali si trovano generalmente nell'ospite definitivo (soprattutto cane) distanti dal loro luogo di origine. Gli embrioni del genere Dirofilaria (microfilarie) si sviluppano nell'utero del verme adulto femmina, ovovivipare, e sono rilasciati nel flusso sanguigno dove si rendono disponibili per i vettori ematofagi ospiti intermedi (zanzare).

## Biologia

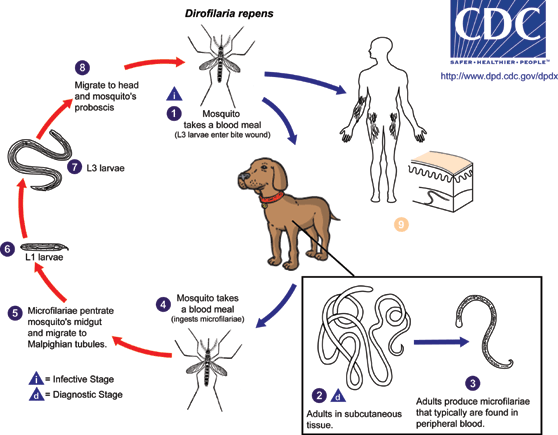
Ciclo vitale di Dirofilaria repens

Le microfilarie si sviluppano allo stadio L3 (stadio infettivo) nell'ospite intermedio, una zanzara del genere Culex, Aedes, Psorophora, Mansonia o Anopheles. I più importanti ospiti intermedi sono quelle specie di zanzare prive di armatura buccofaringea, una struttura in grado di danneggiare la cuticola della microfilaria e di impedirne lo sviluppo successivo. Le microfilarie, ingerite dalla zanzara con il pasto sanguigno, migrano verso i tubuli malpighiani dell'insetto dove si mutano nel secondo e nel terzo stadio larvale (rispettivamente L2 ed L3). Le forme L3 (infettive) migrano dai tubi malpighiani al lume della guaina labiale nell'apparato buccale del vettore. Lo sviluppo delle microfilarie nella zanzara richiede circa due settimane a una temperatura > 26 °C. La microfilaria è trasmessa a un nuovo ospite definitivo quando una zanzara infetta punge un nuovo ospite.
Le larve sono depositate dalle zanzare attraverso una goccia di emolinfa infetta in prossimità della sede della puntura. Le larve L3 penetrano nel tessuto connettivo, migrano dai tessuti sottocutanei o sottosierosi a quello muscolare dove subiscono la terza e la quarta mutazione. Al quarto stadio, le larve sono lunghe 8,29-13,2 mm, e migrano massivamente dal tessuto sottocutaneo per circa 60-90 giorni fino allo stadio finale di L5 (adulti immaturi). 
Quindi, il giovani nematodi migrano dal tessuto muscolare e dalle cavità toracica o addominale nelle arterie polmonari e nel cuore destro pochi giorni dopo la muta finale, probabilmente trasportati dalla circolazione venosa. Gli L5 penetrano nelle vene giugulari, o nelle altre grosse vene che giungono direttamente al cuore destro, e crescono fino a una lunghezza massima di 20 cm. La maturazione finale e l'accoppiamento si verificano nelle arterie polmonari. A circa 6 mesi e mezzo dall'infezione, le femmine si accoppiano e producono microfilarie che immettono poi nel circolo sanguigno perpetuando il ciclo vitale.

## Tassonomia
Il genere Dirofilaria è diviso in due sottogeneri. 
- il sottogenere Dirofilaria comprendente Dirofilaria immitis (Leidy, 1856) che si localizza nel cuore del cane causando un cuore polmonare
- il sottogenere Nochtiella comprendente Dirofilaria repens (Railliet & Henry, 1911) che si localizza a livello sottocutaneo